# Mastophora
Mastophora este un gen de păianjeni din familia Araneidae.

## Specii[1]
- Mastophora abalosi
- Mastophora alachua
- Mastophora alvareztoroi
- Mastophora apalachicola
- Mastophora archeri
- Mastophora bisaccata
- Mastophora brescoviti
- Mastophora caesariata
- Mastophora carpogaster
- Mastophora catarina
- Mastophora comma
- Mastophora conica
- Mastophora conifera
- Mastophora cornigera
- Mastophora corpulenta
- Mastophora corumbatai
- Mastophora cranion
- Mastophora diablo
- Mastophora dizzydeani
- Mastophora escomeli
- Mastophora extraordinaria
- Mastophora fasciata
- Mastophora felda
- Mastophora felis
- Mastophora gasteracanthoides
- Mastophora haywardi
- Mastophora holmbergi
- Mastophora hutchinsoni
- Mastophora lara
- Mastophora leucabulba
- Mastophora leucacantha
- Mastophora longiceps
- Mastophora melloleitaoi
- Mastophora obtusa
- Mastophora pesqueiro
- Mastophora phrynosoma
- Mastophora pickeli
- Mastophora piras
- Mastophora rabida
- Mastophora reimoseri
- Mastophora satan
- Mastophora satsuma
- Mastophora seminole
- Mastophora soberiana
- Mastophora stowei
- Mastophora timuqua
- Mastophora vaquera
- Mastophora yacare
- Mastophora yeargani
- Mastophora ypiranga